# Psiloclada clandestina
Psiloclada clandestina är en bladmossart som beskrevs av William Mitten. Psiloclada clandestina ingår i släktet Psiloclada och familjen Lepidoziaceae. Inga underarter finns listade i Catalogue of Life.